# 1966 no jornalismo
Nesta página encontrará referências aos acontecimentos directamente relacionados com o jornalismo ocorridos durante o ano de 1966.

## Nascimentos
| Data           | Nome                | Profissão                        | Nacionalidade | Observações | Ref |
| -------------- | ------------------- | -------------------------------- | ------------- | ----------- | --- |
| 06 de novembro | Luiz Carlos Júnior  | apresentador e locutor esportivo | Brasil        |             |     |
| 17 de novembro | Ana Luiza Guimarães | jornalista                       | Brasil        |             |     |
| 30 de novembro | Jairo Bouer         | médico, educador e apresentador  | Brasil        |             |     |
| ??             | Eduarda Maio        | jornalista                       | Portugal      |             |     |

## Mortes
| Data        | Nome                        | Profissão                     | Nacionalidade | Observações | Ref |
| ----------- | --------------------------- | ----------------------------- | ------------- | ----------- | --- |
| 23 de julho | Maurício Campos de Medeiros | médico, jornalista e político | Brasil        | n. 1885     |     |